# Prowincje Finlandii
Finlandia w latach 1997–2009 była podzielona na 6 prowincji (läänit/län), które powstały po reorganizacji wcześniejszych 12 prowincji.
|    | Prowincje            | Nazwa fińska i szwedzka                | Stolica                  | Ludność (2003) | Powierzchnia [km²] | Połączone prowincje sprzed 1997                 |  |
| -- | -------------------- | -------------------------------------- | ------------------------ | -------------- | ------------------ | ----------------------------------------------- |  |
| 1. | Finlandia Południowa | Etelä-Suomen lääni Södra Finlands län  | Hämeenlinna Tavastehus   | 2 116 914      | 34 378             | Uusimaa, Kymi, Tavastia                         |  |
| 2. | Finlandia Zachodnia  | Länsi-Suomen lääni Västra Finlands län | Turku Åbo                | 1 848 269      | 74 185             | Vaasa, Turku-Pori, Finlandia Środkowa, Tavastia |  |
| 3. | Finlandia Wschodnia  | Itä-Suomen lääni Östra Finlands län    | Mikkeli S:t Michel       | 582 781        | 48 726             | Kuopio, Północna Karelia, Mikkeli               |  |
| 4. | Oulu                 | Oulun lääni Uleåborgs län              | Oulu Uleåborg            | 458 504        | 57 000             | bez zmian                                       |  |
| 5. | Laponia              | Lapin lääni Lapplands län              | Rovaniemi                | 186 917        | 98 946             | bez zmian                                       |  |
| 6. | Wyspy Alandzkie¹     | Ahvenanmaan lääni Ålands län²          | Maarianhamina Mariehamn² | 26 000         | 6 784              | bez zmian                                       |  |

1/ Niektóre zadania, które pozostają w gestii prowincji Finlandii kontynentalnej, na Wyspach Alandzkich przekazane zostały autonomicznemu rządowi Wysp Alandzkich.
2/ Język szwedzki jest jedynym językiem urzędowym Wysp Alandzkich.